# Facundo Gareca
Facundo Guillermo Gareca (Concepción, 5 de octubre de 1973) es un exfutbolista argentino que jugaba como delantero y entrenador.
Durante su época como futbolista, jugó en muchos equipos, tanto de su país natal como en el exterior, pero destacó principalmente en sus tres etapas en Arsenal de Sarandí. El último equipo que dirigió fue el Villa Dálmine de la Primera B Nacional.

## Trayectoria

### Como jugador
| Club                    | País          | Año           | Partidos | Goles |
| ----------------------- | ------------- | ------------- | -------- | ----- |
| Atlético Tucumán        | Argentina     | 1992-1994     | 48       | 21    |
| Ferro Carril Oeste      | Argentina     | 1994-1995     | 8        | 0     |
| Hapoel Beit-Shean       | Israel        | 1995-1996     | 9        | 1     |
| Arsenal de Sarandí      | Argentina     | 1996-1997     | 25       | 9     |
| Alianza Lima            | Perú          | 1998          | 19       | 8     |
| Bella Vista             | Uruguay       | 1999          | 9        | 3     |
| Arsenal de Sarandí      | Argentina     | 1999-2000     | 22       | 6     |
| Huracán                 | Argentina     | 2000-2001     | 10       | 0     |
| Comunicaciones F.C.     | Guatemala     | 2002          | 15       | 8     |
| Arsenal de Sarandí      | Argentina     | 2002-2003     | 29       | 13    |
| UA Maracaibo            | Venezuela     | 2004          | 7        | 2     |
| Tiro Federal            | Argentina     | 2004-2005     | 27       | 10    |
| Chacarita Juniors       | Argentina     | 2005-2006     | 39       | 7     |
| Atlético Tucumán        | Argentina     | 2006-2007     | 18       | 5     |
| Deportivo Español       | Argentina     | 2007-2009     | 50       | 14    |
| Atlético Excursionistas | Argentina     | 2009-2011     |          |       |
| Total carrera           | Total carrera | Total carrera | 335      | 108   |

### Como entrenador
| Club          | País      | Año  |
| ------------- | --------- | ---- |
| Flandria      | Argentina | 2012 |
| Villa Dálmine | Argentina | 2023 |

## Palmarés

### Como jugador

#### Torneos nacionales
| Título             | Club         | País      | Año  |
| ------------------ | ------------ | --------- | ---- |
| Primera B Nacional | Tiro Federal | Argentina | 2005 |

#### Otros logros
| Logro                      | Club               | País      | Año  |
| -------------------------- | ------------------ | --------- | ---- |
| Ascenso a Primera División | Arsenal de Sarandí | Argentina | 2002 |